# خوسيه يوجينيو هرنانديز
خوسيه يوجينيو هرنانديز (بالإسبانية: José Eugenio Hernández)‏ هو مدرب كرة قدم وكاتب سيناريو ولاعب كرة قدم كولومبي، ولد في 18 مارس 1956 في بوغوتا في كولومبيا. شارك مع منتخب كولومبيا لكرة القدم. أما مع النوادي، فقد لعب مع ديبورتيفو كالي ونادي ميلوناريوس.

## وصلات خارجية
- خوسيه يوجينيو هرنانديز على موقع الاتحاد الدولي (مؤرشف)  (الإنجليزية)
- خوسيه يوجينيو هرنانديز على موقع قاعدة بيانات كرة القدم.إي يو (الإنجليزية)
- خوسيه يوجينيو هرنانديز على موقع ناشيونال فوتبول تيمز (الإنجليزية)
- خوسيه يوجينيو هرنانديز على موقع عالم كرة القدم.نت (الإنجليزية)
- خوسيه يوجينيو هرنانديز على موقع أوليمبيديا (الإنجليزية)